# 80000
80000 (tám vạn) là một số tự nhiên ngay sau 79999 và ngay trước 80001.